# 约翰·贝耶
约翰·贝耶（瑞典語：John Berger，1909年7月31日—2002年1月12日），瑞典男子越野滑雪运动员。他曾代表瑞典参加1936年冬季奥林匹克运动会越野滑雪比赛，获得男子4×10公里接力铜牌。